# كويي
كوي (بالإنجليزية: Koei Co., Ltd., 株式会社コーエー)‏ هي شركة يابانية متخصصة في ألعاب الفيديو ، تأسست عام 1978 ويقع مقرها في يوكوهاما، كاناغاوا، اليابان. تقوم الشركة بـ تطوير ونشر ألعاب الفيديو.

## من ألعابها
- فيست أوف ذا نورث ستار: كينز رايج
- فيست أوف ذا نورث ستار: كينز رايج 2

## وصلات خارجية
- الموقع الإلكتروني